# Guaraní misionero
El guaraní misionero, guaraní jesuítico o guaraní clásico fue una de las principales variedades lingüísticas del idioma guaraní. Se habló en el área y tiempo de influencia de las treinta Misiones Jesuíticas (en los actuales territorios de Argentina, Paraguay y Brasil) desde aproximadamente principios de los años 1600. Durante alrededor de 160 años, los jesuitas estudiaron la lengua, llevándola al plano escrito, y consolidaron varios dialectos en una sola lengua general. Esta variedad fue desapareciendo paulatinamente tras la expulsión de los misioneros en 1767.
Pese a su extinción, fue muy rica y variada la producción bibliográfica y de documentos escritos, conservándose todavía la mayoría, por lo tanto, es considerada como una vertiente literaria importante en la historia del idioma guaraní.

## Historia
Hacia fines del siglo XVI, los conquistadores y colonizadores españoles encontraron en las actuales Corrientes y Misiones (Argentina), Río Grande del Sur (Brasil) y la actual Paraguay a las tribus Paraná-guaraníes y chandules-guaraníes.
En 1539 se fundó la Compañía de Jesús. Entre los siglos XVII y XVIII, los jesuitas llegaron a la región y establecieron las Misiones guaraníes. Ellos iniciaron su actividad creando reducciones. En 1605 se creó la Provincia Jesuítica del Paraguay. En pocos años, llegaron a crear 30 pueblos, en donde los guaraníes, que ya empezaban a practicar la agricultura, terminaron de adoptar el sedentarismo. Allí el guaraní adquirió estatus literario, al publicarse el vocabulario y gramática de Ruiz de Montoya, como así también gran cantidad de libros. El guaraní era el idioma más empleado, utilizándose junto al español que era enseñado en las escuelas. También se enseñó latín. Los guaraníes también fueron convertidos al cristianismo.
En 1583 el Concilio de Lima ya autorizaba traducir al guaraní el "Catecismo breve para rudos y ocupados", tarea que le cupo ejecutar al franciscano Fray Luis de Bolaños en los años siguientes, pero no se lo usó hasta 1603, cuando fue oficialmente adoptado para la enseñanza. Junto a las ordenanzas de Asunción de 1603, por Hernando Arias de Saavedra, que se tradujeron al guaraní ese mismo año para que tuvieran mayor alcance popular, fueron los primeros intentos hoy conocidos de darle al guaraní la forma escrita.
El idioma guaraní, otrora exclusivamente oral, comenzaba a adquirir su forma escrita gracias a los españoles. Aunque estos intentaban representar, mediante el alfabeto español, sonidos del guaraní que aquel no poseía. Posteriormente los jesuitas moldearon la escritura del guaraní, estudiando su morfología y sintaxis, con elementos mucho más enriquecedores de una lengua que la notación de su grafía.
A principios del siglo XIX, por la expulsión de los jesuitas, el guaraní misionero se extinguió. El rey Carlos III de España en el siglo XVII, prohibió por Cédula Real hablar las lenguas indígenas en las colonias. Tras la expulsión, los indígenas volvieron a las selvas o se asentaron en las ciudades.
La población de San Borja del Yí, en el actual Uruguay, fue el último grupo poblacional guaraní misionero del Río de la Plata, habitado en la década de 1830.
En la actualidad, la Universidad Nacional de Misiones posee un programa denominado «rescate cultural jesuítico-guaraní» que se basa en la reconstrucción de un lenguaje musical fundado en documentos de época, a partir de los cuales se reconocen las características de la música de la provincia, su forma de interpretación, su lengua, su composición, objetivos y la transmisión oral o escrita.

## Educación y literatura

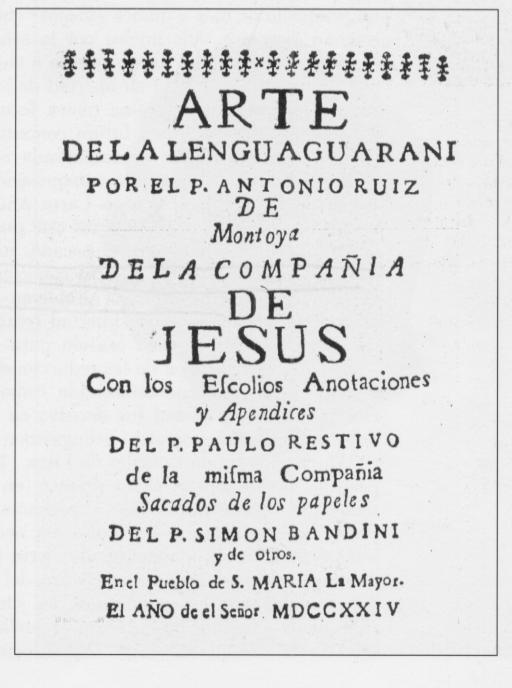
Arte de la lengua guaraní, impreso en Misión jesuítica de Santa María la Mayor en 1724.

El idioma guaraní fue hablado correctamente y muy cultivado por los jesuitas, su literatura abarcó una amplia gama de temas. Los libros que se publicaron en guaraní eran sobre gramática, catecismo, manuales de oraciones y hasta un diccionario. Las reducciones contaron con la primera imprenta fundada por los padres Juan Bautista Neuman y José Serrano, quienes armaron una prensa, fundieron los tipos necesarios y publicaron los primeros libros. Las impresiones se hicieron en Nuestra Señora de Loreto, San Javier y Santa María la Mayor.
Muchas de las obras escritas por los padres, y total o parcialmente en la lengua materna, se publicaron a partir de la prensa de Nuestra Señora de Loreto. Entre escritos más importantes sobre la lengua fueron el "Tesoro de la Lengua Guaraní" (Madrid, 1639), por el padre Antonio Ruiz de Montoya, y el "Catecismo de la Lengua Guaraní" (Madrid, 1630) del padre Diego Díaz de la Guerra. En cuanto a los libros, el primero de ellos publicado fue el "Martirologio Romano" en el año 1700; más adelante el "Flos Sactorum" del padre Pedro de Ribadeneyra en edición guaraní, y "De la diferencia entre lo temporal y lo eterno" del padre Juan Eusebio Nieremberg.
Los reyes de España, como parte del proceso de evangelización, ordenaron que «hubiese escuelas de doctrina y de leer y escribir en todos los lugares de indios». En todas las reducciones funcionaron escuelas de primera enseñanza, donde los varones de seis a doce años aprendían a leer, escribir y hacer operaciones matemáticas elementales. Las niñas de la misma edad tenían escuelas separadas donde aprendían a leer, escribir, hilar y cocinar por lo que la formación de las mujeres menores fue un punto importante en la organización educativa de estos pueblos guaraníes.
El lingüista alemán Von der Gabelentz consideró a los escritos de Montoya como «las mejores fuentes para el estudio de la lengua guaraní», mientras que Hervas declaró que la claridad y la comprensión integral de las normas a las que Montoya remontó la complicada estructura y la pronunciación del guaraní «son más extraordinario». Tres de sus obras fueron reeditadas y revisadas en varias ocasiones. En 1876, Julius Platzmann, el erudito alemán distinguido en lenguas indígenas de América, publicó en Leipzig una reimpresión exacta de la primera edición de Madrid de su obra «única entre las gramáticas y los diccionarios de las lenguas americanas». Una versión en idioma latín fue editado por el erudito alemán Christ Friedr. Una edición completa de todas las obras de Montoya se publicó en Viena bajo la supervisión del vizconde de Porto Seguro, en el año 1876.

## Características y diferencias con el guaraní criollo

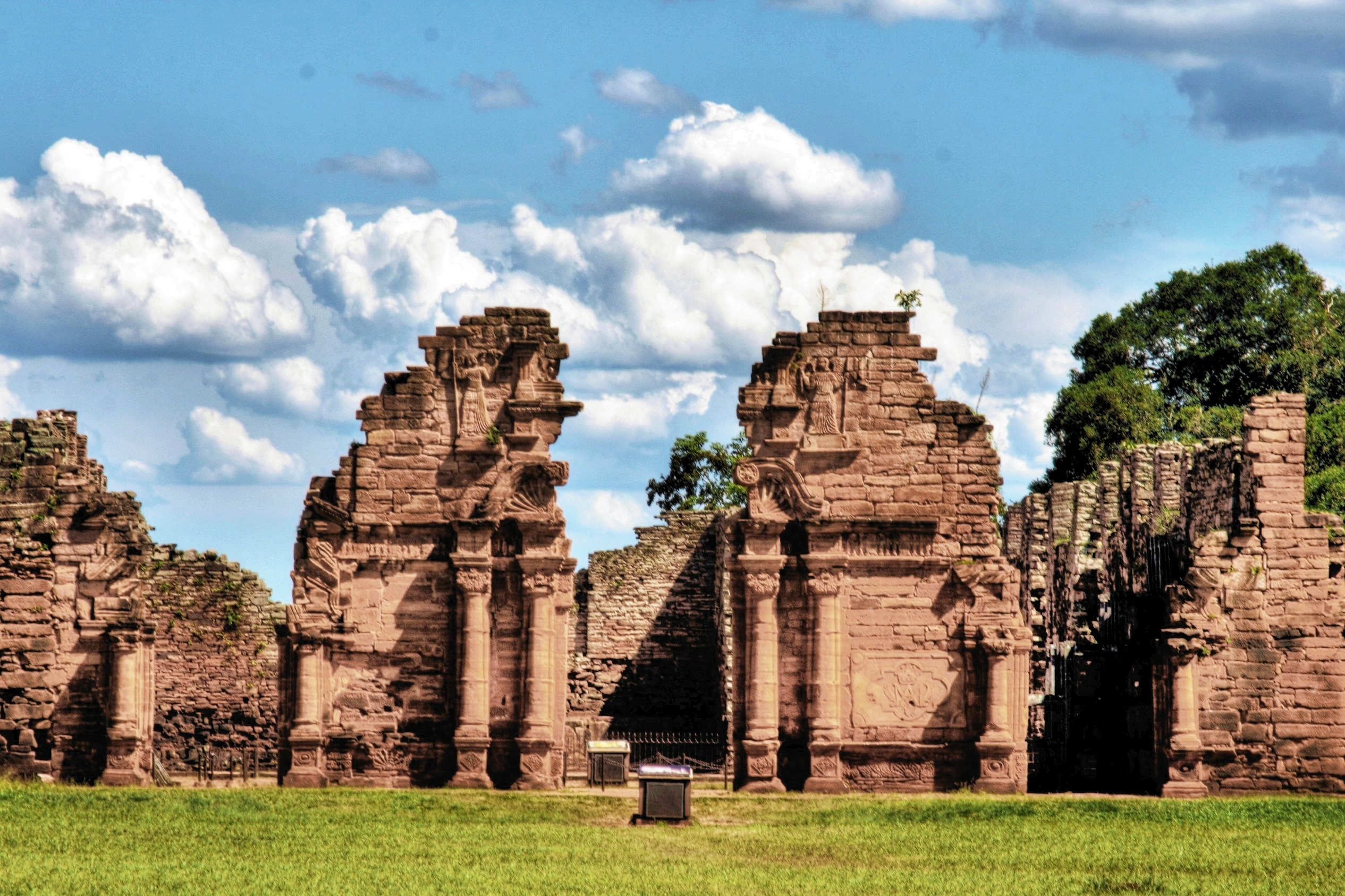
San Ignacio Miní.

Aunque se cree que el dialecto extinto pudo haber ejercido influencia en el actual guaraní correntino o paraguayo, estos tienen sus raíces fuera de las reducciones jesuíticas, en aquellos habitantes de las misiones que emigraron hacia otras zonas, como Paraguay y Corrientes,por lo que es asociada a hablantes criollos, mestizos, así como a comunidades guaraníes que poseen raíces en aquellas misiones.
La erudición moderna ha demostrado que el guaraní fue siempre el idioma principal de las Misiones jesuíticas guaraníes así como de la Provincia Paracuaria y la posterior Gobernación del Paraguay perteneciente al Virreinato del Río de la Plata, tanto dentro como fuera de las reducciones. Tras la expulsión de los jesuitas en el siglo XVIII, los residentes de las reducciones emigraron gradualmente hacia territorios como los actuales Corrientes, Paraguay, Uruguay,  Entre Ríos  y los territorios al norte del Río Salado de la entonces Provincia de Buenos Aires. Estas movimientos migratorios provocaron un cambio decididamente unilateral lejos del dialecto de los jesuitas que los misioneros habían curado en los territorios del este de la colonia.
En general, este dialecto se alejó de los préstamos fonológicos directos del español. En cambio, los misioneros insisten en el carácter aglutinador de la lengua para formular términos calco de morfemas nativos. Este proceso a menudo llevó a los jesuitas a emplear términos complicados, muy sintéticos, para transmitir conceptos occidentales. Por el contrario, el guaraní se habla fuera de las misiones se ha caracterizado por un flujo libre, no regulado de hispanismos; con frecuencia, las palabras y frases en español simplemente se incorporan a Guaraní con adaptación fonológica mínima.
Un buen ejemplo de este fenómeno se encuentra en la palabra "comunión". Los jesuitas, con su estrategia aglutinadora, rindieron esta palabra como "Tupârahaba", un calco sobre la base de la palabra "Tupâ", que significa Dios. En el moderno guaraní criollo (que incluye al paraguayo y al correntino), la misma palabra se traduce "komuño".
A raíz de la emigración de las reducciones, estos dos dialectos distintos de guaraníes llegaron a un amplio contacto por primera vez. La gran mayoría de los oradores abandonó la variante jesuítica, menos práctica y altamente regulada, a favor del dialecto criollos hibridado más orgánico.